# فروغ طلایی
فروغ طلایی (انگلیسی: The Golden Blaze) فیلمی در ژانر ابرقهرمانی است که در سال ۲۰۰۵ منتشر شد. از بازیگران آن می‌توان به بلیر آندروود و مایکل کلارک دانکن اشاره کرد.